# Evangelische Kirche (Obervellmar)

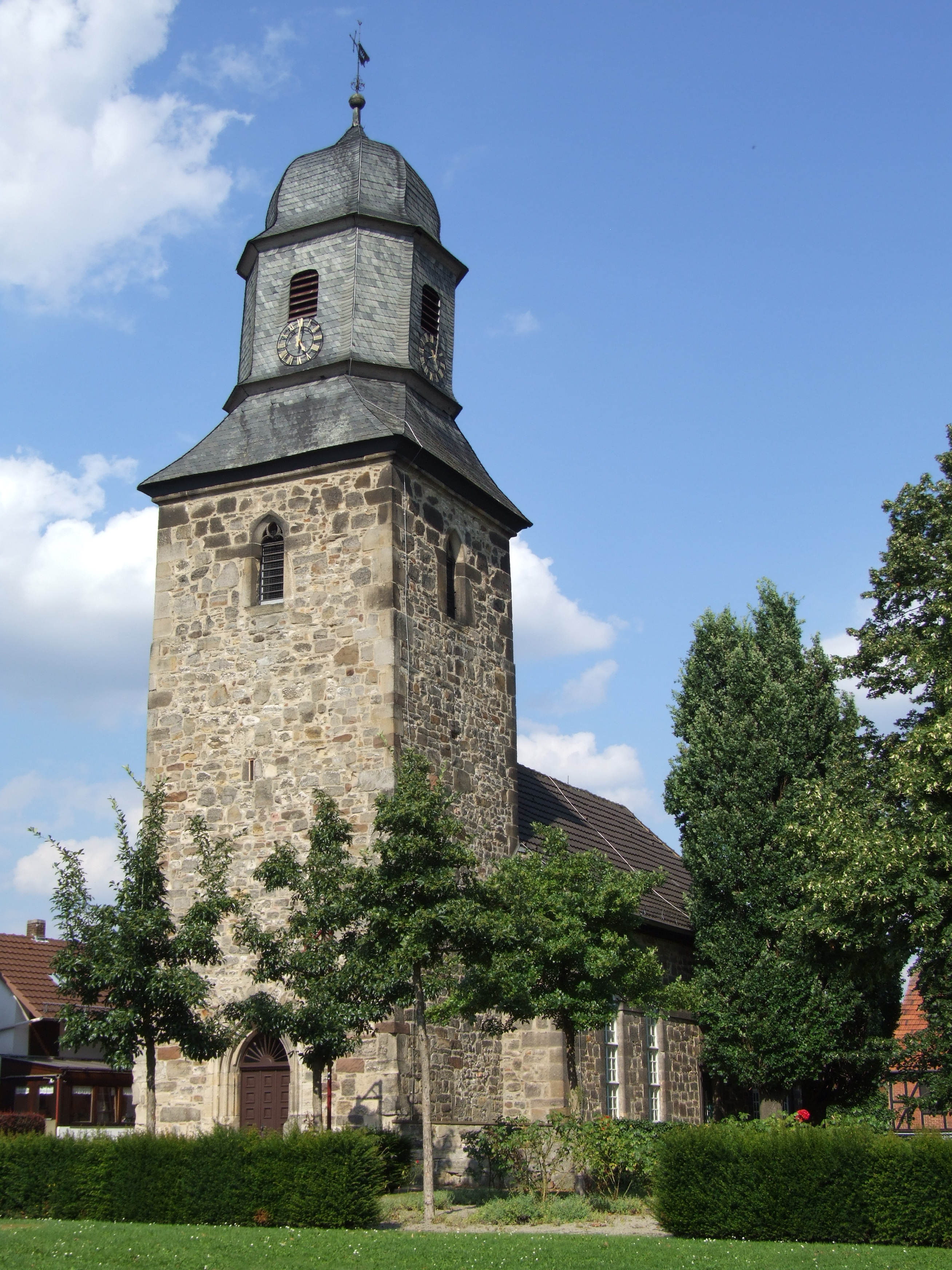
Evangelische Kirche in Obervellmar

Die Evangelische Kirche in Obervellmar ein denkmalgeschütztes Kirchengebäude in Obervellmar, einem Ortsteil der Gemeinde Vellmar im Landkreis Kassel in Hessen. Die Kirche gehört zur Kirchengemeinde Vellmar im Kirchenkreis Kaufungen im Sprengel Kassel der Evangelischen Kirche von Kurhessen-Waldeck.

## Beschreibung
An der Stelle einer älteren Holzkirche im spätgotische Baustil wurde 1616 das Kirchenschiff errichtet. 1824 wurde es im Rundbogenstil umgebaut und erweitert. Hinter den Klangarkaden des Kirchturms im Westen aus Bruchsteinen befindet sich der Glockenstuhl, in dem drei Kirchenglocken hängen, eine von 1440, eine weitere von 1444. Er erhielt später einen schiefergedeckten, achteckigen Aufsatz, der die Turmuhr beherbergt. Darauf sitzt eine glockenförmige Haube. Der mit einer Flachdecke überspannte Innenraum hat nur im Westen eine Empore, auf der die Orgel steht, die von Johann Stephan Heeren 1773 gebaut wurde. Die Kirchenausstattung ist calvinistisch geprägt und beschränkt sich auf einen schlichten, hölzernen Altar und eine Kanzel.